# Гринь Сергій Михайлович
Сергій Михайлович Гринь (27 грудня 1981, Київ) — український академічний веслувальник, призер Олімпійських ігор, чемпіонатів світу та Європи.

## Біографія
Сергій Гринь тренувався в спортивному товаристві «Динамо-Колос» в Києві.
Дебютував на міжнародних змаганнях 1999 року на молодіжному чемпіонаті світу.
Олімпійську бронзову медаль він виборов на Олімпіаді 2004 у складі парної четвірки (Сергій Гринь, Сергій Білоущенко, Олег Ликов, Леонід Шапошніков).
На чемпіонаті світу 2006 у складі парної четвірки (Володимир Павловський, Дмитро Прокопенко, Сергій Білоущенко, Сергій Гринь) став срібним призером.
На пекінській Олімпіаді в складі четвірки (Сергій Гринь, Володимир Павловський, Олег Ликов, Сергій Білоущенко) посів 8 місце. У тому ж складі на чемпіонаті Європи 2008 українська четвірка зайняла призове третє місце.
На чемпіонаті Європи 2009 Гринь в складі четвірки (Геннадій Захарченко, Володимир Павловський, Костянтин Зайцев, Сергій Гринь) став чемпіоном Європи.
На чемпіонаті Європи 2010 Гринь в складі четвірки (Володимир Павловський, Сергій Гринь, Сергій Білоущенко, Іван Довгодько) здобув бронзову медаль.
На Олімпіаді 2012 в складі четвірки (Володимир Павловський, Костянтин Зайцев, Сергій Гринь, Іван Довгодько) посів 9 місце.
На чемпіонаті Європи 2015 Сергій Гринь разом з Іваном Футриком в змаганнях двійок парних здобув бронзову медаль.
На чемпіонаті світу 2018 у складі парної четвірки (Дмитро Міхай, Сергій Гринь, Олександр Надтока, Іван Довгодько) став бронзовим призером.

### Виступи на Олімпіадах
| Олімпіада   | Дисципліна     | Місце |
| ----------- | -------------- | ----- |
| Афіни 2004  | четвірки парні | 3     |
| Пекін 2008  | четвірки парні | 8     |
| Лондон 2012 | четвірки парні | 9     |